# Pierre-Emmanuel Prouvost d’Agostino
Pour les articles homonymes, voir Prouvost.
 (mars 2011).
Pierre-Emmanuel Prouvost d'Agostino, né le 24 Septembre 1968 à Roubaix, est un écrivain, peintre, historien de l'art et musicologue français.

## Biographie
Pierre-Emmanuel Prouvost d’Agostino, double lauréat du concours général (Lettres - 1986 et Philosophie - 1987) a terminé sa scolarité secondaire au lycée Henri-IV et au lycée Louis-le-Grand à Paris, puis poursuivi ses études à l'université Paris-Sorbonne (Université Paris IV), en Philosophie, dans la spécialité : Esthétique.
En 1993, il obtient le Prix Odilon Lesur-Adrian pour la Jeune-Peinture[réf. souhaitée], décerné par la Société Internationale des Beaux-Arts. Il expose ses œuvres à la Galerie V.S.-Canale de 1995 à 1997[réf. nécessaire], ainsi qu'à la Public Library de New York[réf. nécessaire], dans le cadre des célébrations franco-américaines du Tricentenaire de Jean de la Fontaine[réf. souhaitée].
Musicologue, particulièrement spécialiste ès opéra français et cultures et musique slaves, il fait de nombreux cycles de conférences, sur Wagner, Meyerbeer, Verdi, Massenet, Saint-Saëns, Richard Strauss, Offenbach, Reynaldo Hahn, Augusta Holmès, et les compositeurs russes et d'Europe centrale...[réf. nécessaire] entre autres, à L'École du Louvre, au Musée Jacquemart-André, à la fondation Dosne-Thiers, au Musée Claude Debussy de saint-Germain-en-Laye. 
De 2003 à 2007, il dirige et anime l'émission bi-hebdomadaire La clé des chants sur Radio Courtoisie. Il donne ensuite une série d'enregistrements sur le site de podcast Lumière 101. Codirecteur de collection aux éditions Bleu nuit aux côtés de Jean Gallois, il est responsable des biographies musicales.
Il a publié plusieurs ouvrages et de nombreux articles dans divers domaines, histoire de l'art, littérature, musicologie[réf. nécessaire]. Il a cédé des extraits de son "Journal" (inédit), mordants à l'égard de quelques-uns de ses confrères littérateurs contemporains qui ont été repris dans le Dictionnaire des injures littéraires, paru en 2010 chez L'Editeur et désormais disponible en Livre de Poche. 
Il a également été, de 1998 à 2004, Secrétaire de Groupe et rédacteur en chef, à l'Assemblée nationale, de la revue d'histoire parlementaire Les Quatre Colonnes.

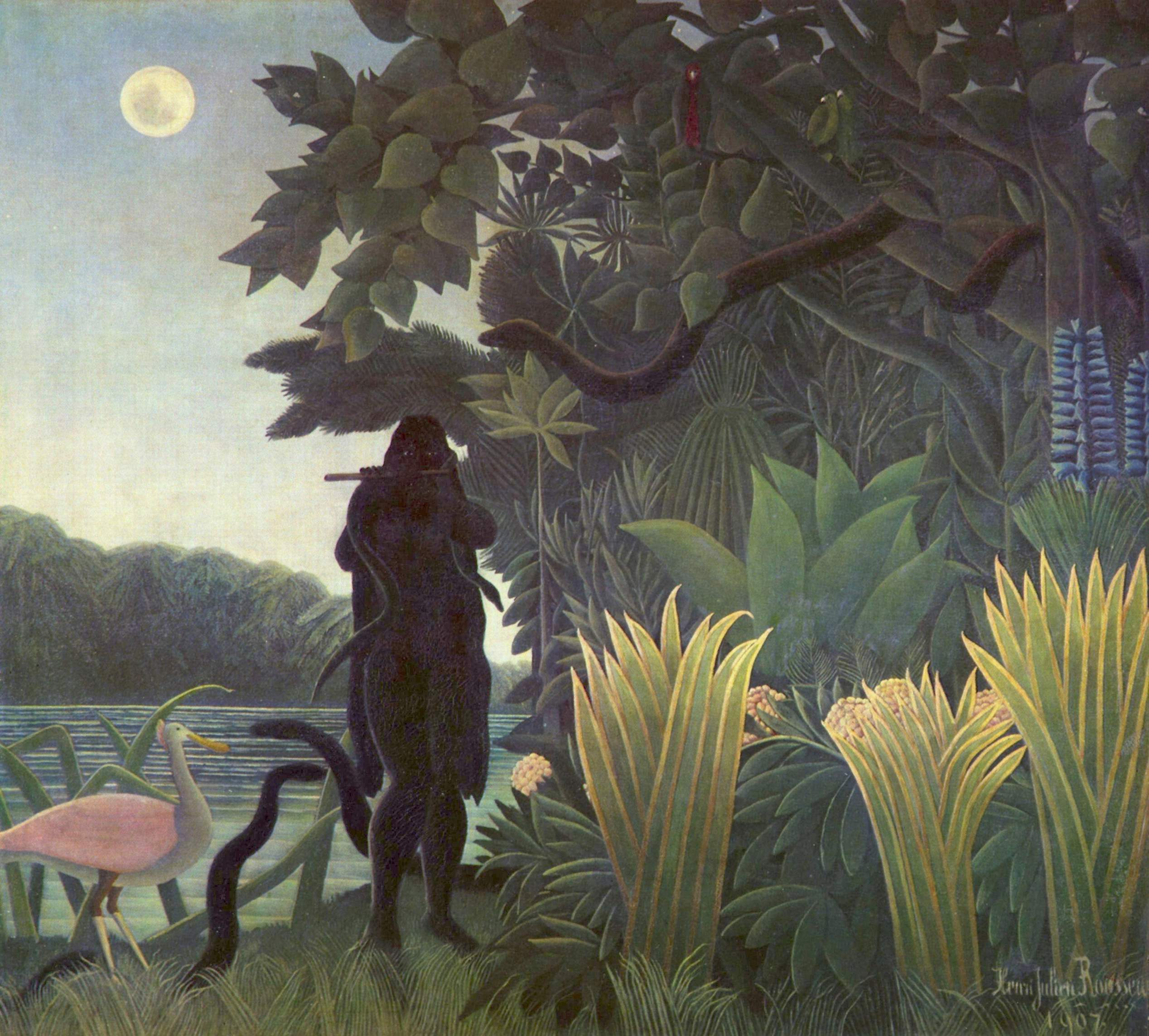
Douanier-Rousseau, La charmeuse de serpents.

## Publications
- Le Douanier Rousseau : « La charmeuse de serpents », Paris, Les Quatre chemins, coll. « RegarT », 2006  (ISBN 978-2-84784-154-1) [présentation en ligne]
- Ingres : « La grande odalisque », Paris, Les Quatre chemins, coll. « RegarT », 2006  (ISBN 978-2-84784-153-4) [présentation en ligne]
- Les dieux ont soif d'Anatole France, préface, analyse et présentation critique, éditions Autrement, coll. « Eclats de lire », 2005
- Les plus beaux manuscrits de George Sand (avec Roselyne de Ayala et Jean-Pierre Guéno), La Martinière, 2004
- Les plus beaux manuscrits de femmes (avec Roselyne de Ayala et Jean-Pierre Guéno), La Martinière, 2004  (ISBN 978-2-7324-2984-7)
- Les plus beaux manuscrits d'Arthur Rimbaud (avec Nathalie des Vallières et Roselyne de Ayala), La Martinière, 2004  (ISBN 978-2-7324-3137-6)
- Préface & présentation en forme d'essai pour : Le comte de Monte Cristo d'Alexandre Dumas, lu par Francis Perrin, Frémaux & Associés/Groupe Frémeaux Colombini SA, 2002
- Les plus beaux récits de voyage (avec Roselyne de Ayala), La Martinière, 2002
- Les plus beaux manuscrits de la littérature française (avec Roselyne de Ayala et Jean-Pierre Guéno), La Martinière, 2000